# Hans Rademacher
Hans Rademacher   (Wandsbek, 3 d'abril de 1892 - Haverford, 7 de febrer de 1969) va ser un matemàtic alemany nacionalitzat estatunidenc.

## Vida i obra
Rademacher va ingressar el 1910 a la universitat de Göttingen amb la intenció d'estudiar filosofia, però sota la influència dels grans matemàtics de Göttingen d'aquella època es va acabar doctorant en matemàtiques el 1916 sota la direcció de Carathéodory tot i que durant el període 1914-1916 va estar militaritzat per la Primera Guerra Mundial. Les seves primeres feines van ser com a professor d'escoles privades de secundària a Bischofstein i Wickersdorf, fins al 1919 en que va ser nomenat professor ajudant a la universitat de Berlín.
El 1922 va ser nomenat professor associat de la universitat d'Hamburg en la qual va romandre fins al 1925 en que va ser nomenat professor titular de la universitat de Breslau. Com que era un actiu defensor dels drets humans, a Breslau es va associar amb diferents societats progressistes i pacifistes (com la Deutsche Friedensgesellschaft). Per això no és estrany que el 1934, després de l'arribada dels nazis al poder fos acomiadat i expulsat de la vida acadèmica tot i ser ari.
Malgrat la seva experiència només va obtenir el 1935 una plaça de professor adjunt a la universitat de Pennsilvània, en la qual va ser catedràtic a partir de 1956 i es va retirar el 1962. Durant aquest període va ser professor visitant a nombroses universitats i institucions, des de l'Institut d'Estudis Avançats de Princeton fins a l'Institut Tata de Recerca Fonamental, passant per les universitats d'UCLA, Berkeley i Oregon. Després de retirar.se encara va donar classes a les universitats de Nova York i Rockefeller.
Rademacher va publicar més de setanta articles a revistes científiques, una cinquantena dels quals versen sobre teoria de nombres i àrees connexes, on va fer les seves aportacions més significatives. També fa ver aportaciones en les àrees de l'anàlisi real i complexa, de la teoria de la mesura, de la teoria de la probabilitat i de la geometria. El 1945 es va estendre la notícia de que havia demostrat la falsedat de la hipòtesi de Riemann, però va retirar el seu article sobre el tema en ser advertit per Carl Siegel d'un error lògic en la seva demostració. El 1975 es van publicar les seves Obres Escollides en dos volums editats pel seu alumne Emil Grosswald.
El llibre que el va fer més conegut, però, va ser un llibre divulgatiu, escrit conjuntament amb Otto Toeplitz, publicat per primera vegada el 1930 amb el títol de Von Zahlen und Figuren i que s'ha reeditat en nombroses ocasions com The Enjoyment of Mathematics (Gaudir de les matemàtiques).